# Psalm 82
Psalm 82 – jeden z utworów zgromadzonych w biblijnej Księdze Psalmów. Zaliczany do dzieł przypisywanych Asafowi. W numeracji Septuaginty psalm ten nosi numer 81.

## Teologia Psalmu
Utwór pod względem charakteru przypomina wyrocznię, która odnosi się do wydarzeń teraźniejszych dla psalmisty. Psalm głosi, że Bóg zawsze staje po stronie biedaka i sieroty. Trudno określić, kim są oskarżeni ukazani w psalmie. Możliwe, że chodzi o bóstwa pogańskie, niesprawiedliwych sędziów lub książąt. Utwór wyraźnie podkreśla uprzywilejowaną pozycję ubogich. Sprawa problematyczna zaznacza się już w pierwszym wersecie, przy stwierdzeniu, że Bóg rozsądza nad całym zgromadzeniem bogów. Wszystko wskazuje na to, że psalmista potrafi wyobrazić sobie istnienie innych bogów. Nie jest to niczym nowym w kręgu kultury Bliskiego Wschodu, gdzie według powszechnych wyobrażeń wszystkie ważne sprawy decydowane były podczas zgromadzeń bogów. Podczas takich spotkań bóstwa miały się wymieniać informacjami i zasięgać wzajemnych opinii. Obraz takiego zgromadzenia pojawia się często w tekstach ugaryckich. Najwyraźniej można je spotkać w epice Keret. Istnieje więcej przykładów takich koncepcji, np. w takich dziełach jak: inskrypcja Jehimilka, stela Azitawadda z Karatepe czy w akadyjski Enuma elisz. Wszystko wskazuje na to, że w wierzeniach panujących w Izraelu bogowie zostali zastąpieni przez aniołów lub duchy służebne, choć tekst tego psalmu stanowi wyjątek. Biblia w edycji św. Pawła stara się fenomen zgromadzenia bogów usprawiedliwić, zastępując go interpretacją, synonimem sędziów lub władców. Taka interpretacja wydaje się być niewłaściwa, gdyż pozbawiona zostaje kontekstu. O wiele bardziej prawdopodobne jest, że przyczyną władzy nad bogami, opisanej w pierwszym wersecie, jest świadomość istnienia innych bytów, nad którymi JHWH sprawował władzę. Tekst stara się ukazać, że inne byty (bogowie mniejsi), trzymające stronę niesprawiedliwości, skazani są na unicestwienie, gdyż Bóg troszczy się o ludzi zepchniętych na margines.
Inna egzegeza psalmu:
Psalm nie jest właściwie modlitwą. Tylko ostatni werset jest skierowany do Boga. Chodzi o boskie zgromadzenie, w którym Bóg osądza „bogów”. Większość Psalmu to mowa Boga do „bogów”. Jedynie w wersecie 5 należy przeczytać wypowiedź w trzeciej osobie, której prawdopodobnie nie należy rozumieć jako części mowy Boga. Za obrazem „boskiego zgromadzenia”, zgromadzenia El, może kryć się idea z religii kananejskiej, że El, ojciec bogów, panteon, gromadzi wokół siebie wszystkich bogów. Najpóźniej w wersecie 7 staje się jednak jasne, że nie chodzi tu o bogów w rzeczywistym znaczeniu. Śmierć ogłaszana jest tym, do których się mówi.
W kontekście psalmu staje się jasne, że „bogowie” to ludzie, sędziowie, prawdopodobnie sędziowie ludu Izraela, skarceni za swój niesprawiedliwy wyrok. Faworyzują niegodziwych, ale nie oddają sprawiedliwości biednym i uciśnionym. Nie tworzą sprawiedliwości. Sędziowie są wezwani, aby pomóc biednym wyrwać je z rąk bezbożnych ciemiężców. Werset 5 wydaje się oznaczać, że sędziowie nawet nie rozumieją, jaka będzie ich praca zlecona im przez Boga. Chodzą w ciemności, nie mogąc ujrzeć światła z powodu swoich grzechów. Mówiąc obrazowo, fundamenty ziemi się trzęsą. Tam, gdzie nie ma sprawiedliwości, brakuje fundamentu porządku, którego pragnie Bóg. Dlatego ogłasza się pełnym ignorancji swoich obowiązków sędziom wyrok. Umrzesz.
W ostatnim wersecie Bóg jest powołany do sądzenia ziemi. On jest sprawiedliwym sędzią. On przyniesie sprawiedliwość narodom, które są jego dziedzictwem.
Dlaczego sędziowie nazywani są bogami? Zadaniem sędziego jest zapewnienie sprawiedliwości. Pod tym względem reprezentuje Boga, który jest źródłem wszelkiej sprawiedliwości. Jednocześnie w niektórych przestępstwach sędziowie musieli orzekać o życiu i śmierci. Mogli skazywać ludzi na śmierć. Ta wielka odpowiedzialność stawia ich na „boskiej” pozycji, ponieważ Bóg jest Panem życia i śmierci. Stanowisko to wymaga wielkiego dążenia do sprawiedliwości, którego brakowało sędziom, o których mowa w psalmie. Dlatego Bóg, najwyższy sędzia, jest powołany do stworzenia sprawiedliwości poprzez swój sąd.

## Symbolika
- Zwrot posady ziemi jest odwołaniem do babilońskiego wyobrażenia kosmosu. Ziemia ulokowana była na „apsu”, pradawnym morzu władanym przez bóstwo o imieniu Enki[4].
- W utworze raz pojawia się niejasne słowo sela, którego znaczenie nie jest dokładnie znane[8].